# Óblast de Vólogda
L'óblast de Vólogda (en rus Волого́дская о́бласть, transliterat Vologódskaia óblast) és un subjecte federal de Rússia. L'1 de gener del 2023 tenia 1.128.782 habitants.